# گیلگمش (اپرای کودالی)
گیلگمش یک اپرا به زبان ترکی و محصول ۱۹۶۴ توسط نویت کودالی است.
همزمان با کدالی، احمد عدنان سایگون نیز در حوالی سال ۱۹۶۴ روی یک پروژه گیلگمش کار می‌کرد که به عنوان اپرای ۶۵ گیلگمش به پایان رساند.